# Franck Pencolé
Franck Pencolé (Évreux, 6 november 1976) is een Frans voormalig professioneel wielrenner die in het verleden uitkwam voor onder meer Casino-Ag2r, Crédit Agricole, BigMat-Auber 93 en La Française des Jeux.
In 2004 stopte Pencolé met wielrennen nadat hij niet mee mocht doen aan de Alpenklassieker, waardoor hij in de Coupe de France van de eerste naar de achtste plaats terugviel. Toen hij vervolgens ook niet werd toegelaten tot Parijs-Camembert, een onderdeel van de Coupe de France, besloot hij vanwege een gebrek een motivatie te stoppen met wielrennen.

## Overwinningen
2001
- Criterium van Melle

## Resultaten in voornaamste wedstrijden
| Jaar | Gent-Wevelgem | Ronde van Vlaanderen | Parijs-Roubaix | Dwars door Vlaanderen |
| ---- | ------------- | -------------------- | -------------- | --------------------- |
| 2000 |               | 105e                 |                |                       |
| 2001 |               |                      | 25e            |                       |
| 2002 | 14e           |                      |                | 67e                   |
| 2003 |               |                      |                | 55e                   |
| 2004 |               |                      |                | 5e                    |